# Maria Julivert Aulés
Maria Julivert Aulés Maria (el Vendrell, 1888 - 2 d'abril de 1968) va ser una pintora, esperantista i feminista catalana.
Maria Julivert va aprendre la llengua auxiliar internacional esperanto el 1911 i va ser una figura clau de l'associació Frateco, que havien fundat Andreu Nin, Ferran Ramon i Amadeu Martorell al Vendrell. Aquesta associació va tenir un paper molt important en pro de la igualtat de les dones dins el món associatiu de l'època. Així, el 1913 va començar a oferir cursos d'esperanto per a noies, essent la professora la mateixa Maria Julivert. Poc després, dues dones formarien part de la Junta de l'entitat. D'aquesta manera, Frateco era una porta a la modernitat, als ambients intel·lectuals i a la cultura per a les dones i els homes del poble. Durant més de 20 anys Maria Julivert va ensenyar esperanto, realitzant també conferències i escrivint articles al respecte. En un viatge a Madrid va conèixer l'eminent esperantista Julio Mangada. D'altra banda, Maria Julivert també va fer diverses traduccions, tant des del català a l'esperanto, com de la llengua internacional al català. Així, és autora de la traducció al català del famós text de Zamenhof Essència i futur de la idea d'una llengua internacional (Esenco kaj Estonteco de la ideo de Lingvo Internacia). Va formar part de l'organització del congrés català d'esperanto que va tenir lloc el 1933 al Vendrell, amb celebració dels Jocs Florals Internacionals inclosa, on va actuar de secretari Jaume Grau Casas.
En els diferents articles que Maria Julivert va publicar al setmanari Baix Penedès, al Diari de Tarragona o al Poble Català, no només va promoure l'esperanto, sinó també els valors pacifistes i feministes. Per exemple, defensava el feminisme com a valor esperantista, perquè permetia la igualtat entre homes i dones. També va tractar altres temes, com l'amor lliure, la guerra o les situacions d'injustícia que patien les dones.
Maria Julivert també va ser secretària de la Biblioteca Popular del poble, càrrec que normalment estava reservat als homes. Es tractava d'una biblioteca integrada a la xarxa de biblioteques populars impulsada per la Mancomunitat de Catalunya i va esdevenir un dels locals on s'organitzarien els principals esdeveniments del moviment esperantista al poble.
També va ser pintora i va tenir una acadèmia de dibuix i pintura al Vendrell. Com a pintora, va participar en el primer saló que l'Associació d'Artistes Independents va fer l'any 1936.